# Uecker-Randow (huyện)
Uecker-Randow là một huyện cũ ở phía đông bang Mecklenburg-Vorpommern, Đức. Huyện này tọa lạc ở bờ biển Baltic và biên giới với Ba Lan (hạt Police). Các huyện giáp ranh (từ phía nam theo chiều kim đồng hồ): Uckermark ở Brandenburg, Mecklenburg-Strelitz và Ostvorpommern. Phía đông là West Pomeranian Voivodship của Ba Lan.
Huyện được đặt tên theo hai sông chính chảy từ nam đến bắc. Sông Uecker chảy qua các thị xã Pasewalk, Torgelow và Ueckermünde trước khi đổ vào biển Baltic..
Huyện được lập ngày 12 tháng 6 năm 1994 thông qua việc sáp nhập các huyện cũ Pasewalk, Ueckermünde và một phần huyện Strasburg.
Tháng 9 năm 2011, huyện được sáp nhập vào huyện mới Vorpommern-Greifswald.

## Thị xã và đô thị
| Thị xã không thuộc Amt                  |
| --------------------------------------- |
| 1. Pasewalk 2. Strasburg 3. Ueckermünde |

| Ämter | Ämter | Ämter |
| --- | --- | --- |
| - 1. Am Stettiner Haff 1. Ahlbeck 2. Altwarp 3. Eggesin1, 2 4. Grambin 5. Hintersee 6. Leopoldshagen 7. Liepgarten 8. Lübs 9. Luckow 10. Meiersberg 11. Mönkebude 12. Torgelow-Holländerei 13. Vogelsang-Warsin | - 2. Löcknitz-Penkun 1. Bergholz 2. Blankensee 3. Boock 4. Glasow 5. Grambow 6. Krackow 7. Löcknitz1 8. Nadrensee 9. Penkun2 10. Plöwen 11. Ramin 12. Rossow 13. Rothenklempenow - 3. Torgelow-Ferdinandshof 1. Altwigshagen 2. Ferdinandshof 3. Hammer an der Uecker 4. Heinrichsruh 5. Heinrichswalde 6. Rothemühl 7. Torgelow1, 2 8. Wilhelmsburg | - 4. Uecker-Randow-Tal [thủ phủ: Pasewalk] 1. Blumenhagen 2. Brietzig 3. Damerow 4. Fahrenwalde 5. Groß Luckow 6. Jatznick 7. Klein Luckow 8. Koblentz 9. Krugsdorf 10. Nieden 11. Papendorf 12. Polzow 13. Rollwitz 14. Schönwalde 15. Viereck 16. Zerrenthin 17. Züsedom |
| 1thủ phủ Amt; 2thị xã | | |